# In the Hands of the Enemy (film 1915)
In the Hands of the Enemy è un cortometraggio muto del 1915. Il nome del regista non viene riportato nei credit.

## Trama
Durante la prima guerra mondiale, una contessa e suo figlio si propongono volontari per una missione di spionaggio oltre le linee nemiche.

## Produzione
Il film fu prodotto dalla Thanhouser Film Corporation.

## Distribuzione
Distribuito dalla Mutual Film, il film uscì nelle sale cinematografiche USA il 16 novembre 1915. Copia della pellicola viene conservata negli archivi della Thanhouser Company Film Preservation Inc.